# Anacroneuria ucumari
Anacroneuria ucumari är en bäcksländeart som beskrevs av Bill P.Stark och Maria del Carmen Zúñiga 2003. Anacroneuria ucumari ingår i släktet Anacroneuria och familjen jättebäcksländor. Inga underarter finns listade i Catalogue of Life.